# 莫如士
莫如士（1512年—？），字子元，號沙濱，龍驤衛軍籍，廣東新會縣人，明朝政治人物，大理寺右少卿。

## 生平
嘉靖十九年（1540年）庚子科順天府（今北京）鄉試第二十九名舉人。嘉靖二十六年（1547年）中式丁未科會試第一百七十三名，登第二甲第十七名進士。改庶吉士，送翰林院读书。授浙江道御史，巡盐两淮，按部應天，不畏权势。嘉靖四十年十月升南京大理寺右寺丞，四十一年十月升任大理寺左寺丞。屡伸冤狱，曾彈劾大将军仇鸾。北上彭城時，卒于舟中。

## 家族
曾祖莫滿，赠武略将军；叔公莫英，皇明京都粮储总督；祖父莫雄；父莫違仁，錦衣卫千户，封監察御史；母蘇氏（封孺人）。兄如爵，云南道監察御史；如齒、如德、如善，貢士，如善後中進士。弟如學、如誠。